# Мосьє Ріпуа
«Мосьє Ріпуа» (фр. Monsieur Ripois) — чорно-білий французько-британський фільм 1954 року режисера Рене Клемана, знятий за романом Луї Емона Мосьє Ріпуа і Немезіда.

## Сюжет
Невірність і легковажність Андре Ріпуа (Жерар Філіп) — француза, що осів у Лондоні після війни, — починає стомлювати його дружину, заможну англійку, яка хоче розлучення. За відсутністі дружини Ріпуа пристрасно залицяється до її подруги Пет. Він вирішує відкрити їй усю правду про себе й розповідає, як підкорив серце своєї начальниці, владної та холодної жінки. Але життя з нею незабаром стало нестерпним, і Ріпуа розірвав їхні стосунки. Потім він спокусив юну дурепу Нору — пообіцяв одружитися і зник. Втративши роботи, Ріпуа втратив і дах над головою: хазяїн квартири вигнав його на вулицю де він пізнав голод та злидні. Він навіть провів ніч просто неба, але наступної ночі його підібрала повія-француженка Марсель. Ріпуа вступив з Марсель у нетривалий зв'язок, але потім пішов від неї, прихопивши частину її заощаджень. Після цього Ріпуа влаштувався викладачем французької мови і літератури. Одного разу до нього у двері постукала мати одного учня. Їй не знадобилося багато часу, щоб зрозуміти, що знання Ріпуа в літературі дорівнюють нулю. Вона і стала його дружиною.
Сповідь Ріпуа не справляє на Пет очікуваного враження: вона рятується втечею. Ріпуа намагається її затримати, імітуючи самогубство, але падає з балкона насправді. Дружина не так тлумачить цю подію та уявляє, ніби Ріпуа доведений до відчаю думками про розлучення. Зворушена, вона міняє рішення і залишається з чоловіком. Ріпуа, ставши калікою, знаходиться цілком і повністю під її владою.

## В ролях
| Актор             | Роль        |
| ----------------- | ----------- |
| Жерар Філіп       | Андре Ріпуа |
| Маргарет Джонстон | Анна        |
| Наташа Перрі      | Патриція    |
| Валері Гобсон     | Катрін      |
| Джоан Грінвуд     | Нора        |
| Жермен Монтеро    | Марсель     |

## Прем'єра
Прем'єра фільму відбулася 3 квітня 1954 року на Каннському кінофестивалі. У французький прокат стрічка вийшла 19 травня 1954 року.

## Нагороди
- 1954 — Спеціальний Приз журі Каннського кінофестивалю.